# DFB-Pokal 2023-2024
La DFB-Pokal 2023-2024 è stata la 81ª edizione della Coppa di Germania. È iniziata l'11 agosto 2023 e si è conclusa il 25 maggio 2024 con la vittoria del Bayer Leverkusen, alla seconda affermazione nella sua storia.

## Calendario
| Turno            | Sorteggio        | Partite                                      |
| ---------------- | ---------------- | -------------------------------------------- |
| Primo turno      | 18 giugno 2023   | 11-14 agosto e 26-27 settembre 2023          |
| Secondo turno    | 1 ottobre 2023   | 31 ottobre - 1 novembre 2023                 |
| Ottavi di finale | 5 novembre 2023  | 5-6 dicembre 2023                            |
| Quarti di finale | 10 dicembre 2023 | 30-31 gennaio, 6 febbraio e 12 marzo 2024    |
| Semifinali       | 11 febbraio 2024 | 2-3 aprile 2024                              |
| Finale           | 11 febbraio 2024 | 25 maggio 2024 all'Olympiastadion di Berlino |

## Squadre partecipanti
La competizione si svolge su sei turni ad eliminazione a gara secca. Sono 64 le squadre qualificate al torneo:
| Bundesliga tutte le squadre dell'edizione 2022-2023 | 2. Bundesliga tutte le squadre dell'edizione 2022-2023 | 3. Liga le prime 4 classificate dell'edizione 2022-2023 | Rappresentanti regionali 24 club vincitori delle coppe organizzate dai 21 comitati regionali della DFB nella stagione 2022-2023, più un club aggiuntivo a testa per i 3 comitati con più squadre qualificate. |
| - Augusta - Hertha Berlino - Union Berlino - Bochum - Werder Brema - Borussia Dortmund - Eintracht Francoforte - Friburgo - Hoffenheim - Colonia - RB Lipsia - Bayer Leverkusen - Magonza - Borussia M'gladbach - Bayern Monaco - Schalke 04 - Stoccarda - Wolfsburg | - Arminia Bielefeld - Eintracht Braunschweig - Darmstadt - Fortuna Düsseldorf - Greuther Fürth - Amburgo - Hannover 96 - Heidenheim - Kaiserslautern - Karlsruhe - Holstein Kiel - Magdeburgo - Norimberga - Paderborn - Jahn Ratisbona - Hansa Rostock - Sandhausen - St. Pauli | - Elversberg - Osnabrück - Wehen - Saarbrücken          | - Baden settentrionale - Astoria Walldorf - Baviera - Illertissen - Unterhaching - Berlino - Makkabi Berlino - Brandeburgo - Energie Cottbus - Brema - Oberneuland - Amburgo - Teutonia Ottensen - Assia - FSV Francoforte - Meclemburgo-Pomerania Anteriore - Rostocker - Renania centrale - Viktoria Colonia - Renania meridionale - Rot-Weiss Essen - Bassa Sassonia - Atlas Delmenhorst - TuS Bersenbruck - Renania-Palatinato - Rot-Weiß Coblenza - Saarland - Homburg - Sassonia - Lokomotive Lipsia - Sassonia-Anhalt - Hallescher - Schleswig-Holstein - Lubecca - Baden meridionale - SV Oberachern - Sud ovest - Schott Magonza - Turingia - Carl Zeiss Jena - Vestfalia - Gütersloh - Preußen Münster - Württemberg - TSG Balingen |

## Primo turno
| Squadra 1              | Risultato       | Squadra 2             |
| ---------------------- | --------------- | --------------------- |
| 11 agosto 2023         |                 |                       |
| Saarbrücken            | 2 - 1           | Karlsruhe             |
| TuS Bersenbruck        | 0 - 7           | Borussia M'gladbach   |
| Sandhausen             | 3 - 3 (4-2 dtr) | Hannover 96           |
| Eintracht Braunschweig | 1 - 3           | Schalke 04            |
| 12 agosto 2023         |                 |                       |
| TSG Balingen           | 0 - 4           | Stoccarda             |
| Carl Zeiss Jena        | 0 - 5           | Hertha Berlino        |
| Schott Magonza         | 1 - 6           | Borussia Dortmund     |
| Atlas Delmenhorst      | 0 - 5           | St. Pauli             |
| Viktoria Colonia       | 3 - 2           | Werder Brema          |
| Gütersloh              | 0 - 2           | Holstein Kiel         |
| Teutonia Ottensen      | 0 - 8           | Bayer Leverkusen      |
| Oberneuland            | 1 - 9           | Norimberga            |
| Elversberg             | 0 - 1           | Magonza               |
| Arminia Bielefeld      | 2 - 2 (4-1 dtr) | Bochum                |
| Hallescher             | 0 - 1           | Greuther Fürth        |
| 13 agosto 2023         |                 |                       |
| Rostocker              | 0 - 8           | Heidenheim            |
| Rot-Weiss Essen        | 3 - 4 (dts)     | Amburgo               |
| SV Oberachern          | 0 - 2           | Friburgo              |
| Rot-Weiß Coblenza      | 0 - 5           | Kaiserslautern        |
| Lokomotive Lipsia      | 0 - 7           | Eintracht Francoforte |
| Illertissen            | 1 - 3           | Fortuna Düsseldorf    |
| Makkabi Berlino        | 0 - 6           | Wolfsburg             |
| Unterhaching           | 2 - 0           | Augusta               |
| FSV Francoforte        | 1 - 1 (0-3 dtr) | Hansa Rostock         |
| Astoria Walldorf       | 0 - 4           | Union Berlino         |
| Energie Cottbus        | 0 - 7           | Paderborn             |
| 14 agosto 2023         |                 |                       |
| Homburg                | 3 - 0           | Darmstadt             |
| Lubecca                | 1 - 4           | Hoffenheim            |
| Jahn Ratisbona         | 1 - 2           | Magdeburgo            |
| Osnabrück              | 1 - 3 (dts)     | Colonia               |
| 26 settembre 2023      |                 |                       |
| Preußen Münster        | 0 - 4           | Bayern Monaco         |
| 27 settembre 2023      |                 |                       |
| Wehen                  | 2 - 3           | RB Lipsia             |

## Secondo turno
| Squadra 1           | Risultato       | Squadra 2             |
| ------------------- | --------------- | --------------------- |
| 31 ottobre 2023     |                 |                       |
| Homburg             | 2 - 1           | Greuther Fürth        |
| St. Pauli           | 2 - 1 (dts)     | Schalke 04            |
| Stoccarda           | 1 - 0           | Union Berlino         |
| Wolfsburg           | 1 - 0           | RB Lipsia             |
| Arminia Bielefeld   | 1 - 1 (3-4 dtr) | Amburgo               |
| Unterhaching        | 3 - 6 (dts)     | Fortuna Düsseldorf    |
| Borussia M'gladbach | 3 - 1           | Heidenheim            |
| Kaiserslautern      | 3 - 2           | Colonia               |
| 1 novembre 2023     |                 |                       |
| Sandhausen          | 2 - 5           | Bayer Leverkusen      |
| Holstein Kiel       | 3 - 3 (3-4 dtr) | Magdeburgo            |
| Friburgo            | 1 - 3           | Paderborn             |
| Borussia Dortmund   | 1 - 0           | Hoffenheim            |
| Viktoria Colonia    | 0 - 2           | Eintracht Francoforte |
| Saarbrücken         | 2 - 1           | Bayern Monaco         |
| Norimberga          | 3 - 2 (dts)     | Hansa Rostock         |
| Hertha Berlino      | 3 - 0           | Magonza               |

## Ottavi di finale
| Squadra 1           | Risultato       | Squadra 2             |
| ------------------- | --------------- | --------------------- |
| 5 dicembre 2023     |                 |                       |
| Magdeburgo          | 1 - 2           | Fortuna Düsseldorf    |
| Kaiserslautern      | 2 - 0           | Norimberga            |
| Homburg             | 1 - 4           | St. Pauli             |
| Borussia M'gladbach | 1 - 0 (dts)     | Wolfsburg             |
| 6 dicembre 2023     |                 |                       |
| Bayer Leverkusen    | 3 - 1           | Paderborn             |
| Saarbrücken         | 2 - 0           | Eintracht Francoforte |
| Hertha Berlino      | 3 - 3 (5-3 dtr) | Amburgo               |
| Stoccarda           | 2 - 0           | Borussia Dortmund     |

## Quarti di finale
| Squadra 1        | Risultato       | Squadra 2           |
| ---------------- | --------------- | ------------------- |
| 30 gennaio 2024  |                 |                     |
| St. Pauli        | 2 - 2 (3-4 dtr) | Fortuna Düsseldorf  |
| 31 gennaio 2024  |                 |                     |
| Hertha Berlino   | 1 - 3           | Kaiserslautern      |
| 6 febbraio 2024  |                 |                     |
| Bayer Leverkusen | 3 - 2           | Stoccarda           |
| 12 marzo 2024    |                 |                     |
| Saarbrücken      | 2 - 1           | Borussia M'gladbach |

## Semifinali
| Squadra 1        | Risultato | Squadra 2          |
| ---------------- | --------- | ------------------ |
| 2 aprile 2024    |           |                    |
| Saarbrücken      | 0 - 2     | Kaiserslautern     |
| 3 aprile 2024    |           |                    |
| Bayer Leverkusen | 4 - 0     | Fortuna Düsseldorf |

## Finale
| Arbitro: | Bastian Dankert (Rostock) |

|  |           |           |
|  | Marcatori | 16’ Xhaka |